# زیردریایی یو-۱۰۶ (۱۹۴۰)
زیردریایی یو-۱۰۶ (۱۹۴۰) (به انگلیسی: German submarine U-106 (1940)) یک زیردریایی بود که طول آن ۷۶٫۵ متر (۲۵۱ فوت) بود. این زیردریایی در سال ۱۹۴۰ ساخته شد.